# Jean de Luxembourg-Ville
Pour les articles homonymes, voir Jean de Luxembourg.
Jean de Luxembourg, mort à Bruxelles en septembre 1508, fut seigneur de Ville. Il était le deuxième fils de Jacques de Luxembourg, seigneur de Fiennes et de Gavre, et de Marie de Barlaimont, dame de Ville, d'Hamaïde et de Vaziers.
Jean fut nommé chevalier de la Toison d'or en 1501, comme son père l'avait été en 1478. Il fut grand-chambellan de l'archiduc Philip, puis roi Philippe Ier de Castille, dont il était l'un des courtisans favoris et qui l'octroya le droit de nommer tous les postes de l'administration castillane aux Indes. À la mort du roi, en septembre 1506, Jean de Luxembourg a été l'un des exécuteurs de son testament.
Il était marié avec Elisabeth/Isabeau/Isabel de Colembourg et n'a pas eu d'enfants.

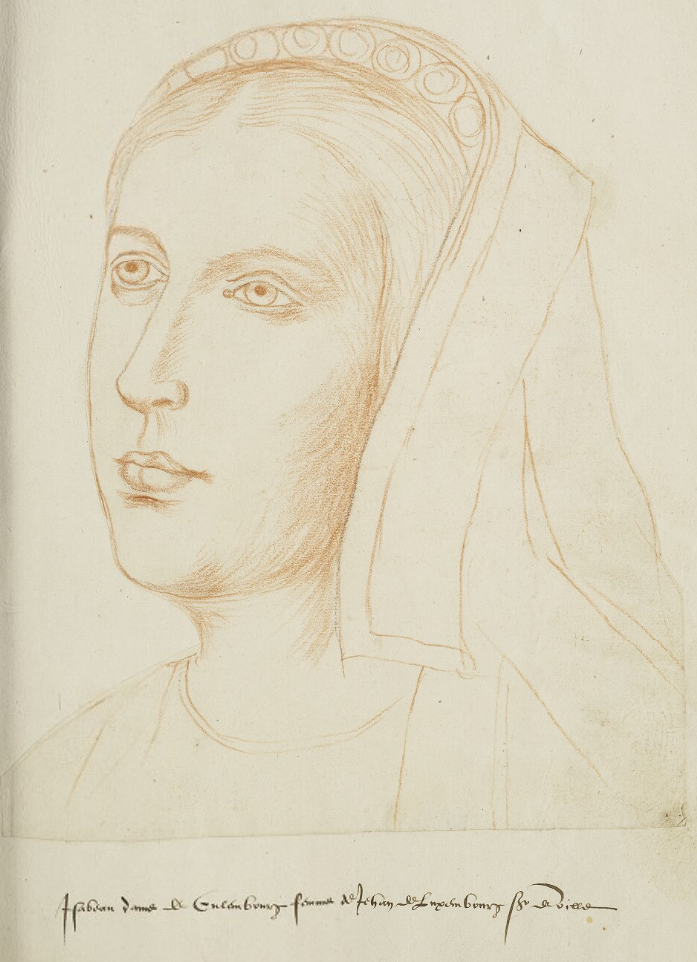
Isabel de Colembourg tirée de Recueil d'Arras.

## Arts
Les musées royaux de Belgique possèdent une représentation attribuée au Maître de la Légende de sainte Marie-Madeleine qui pourrait être vraisemblablement Jean de Luxembourg.

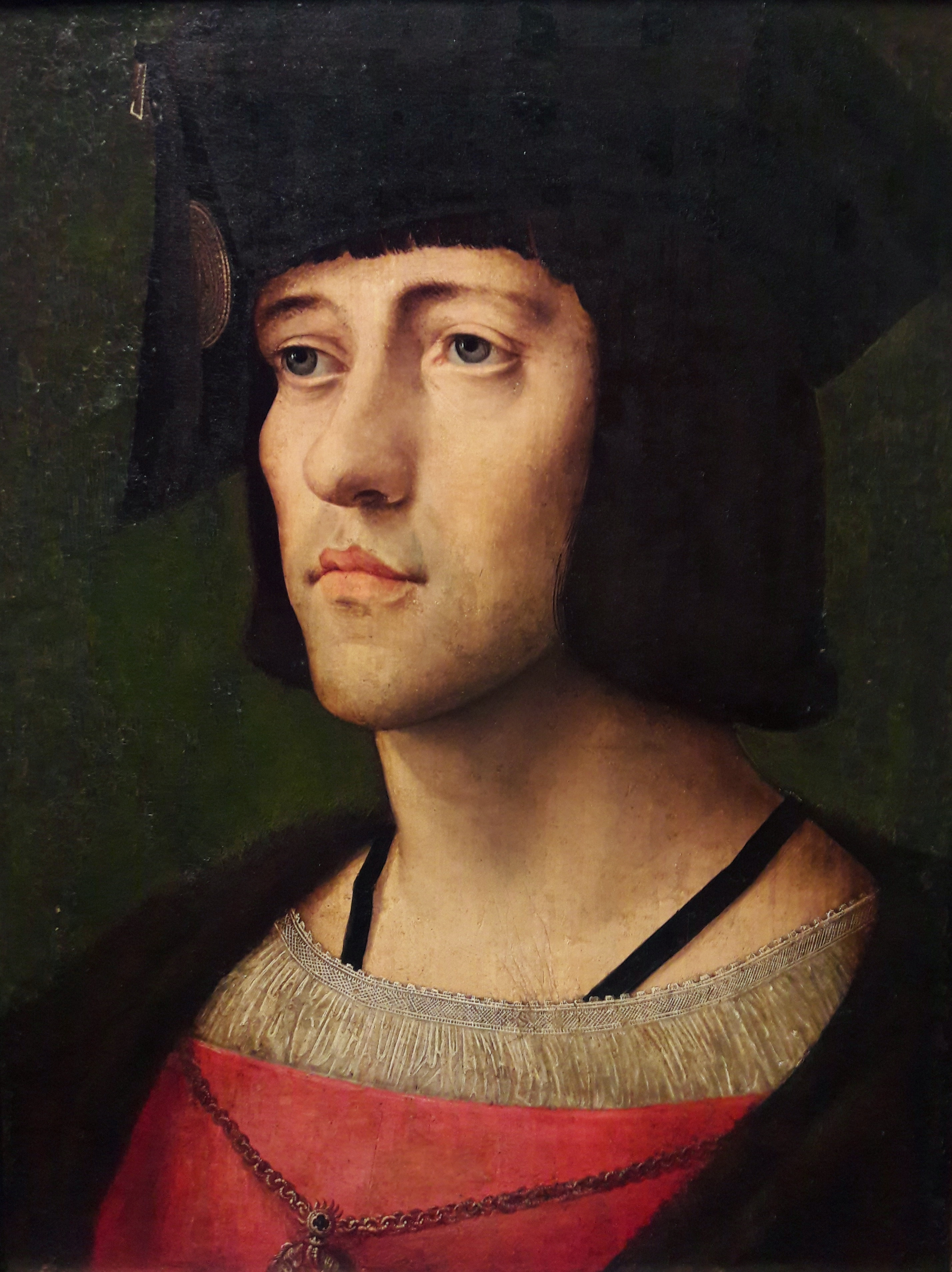

Il apparaît également dans le Recueil d'Arras.

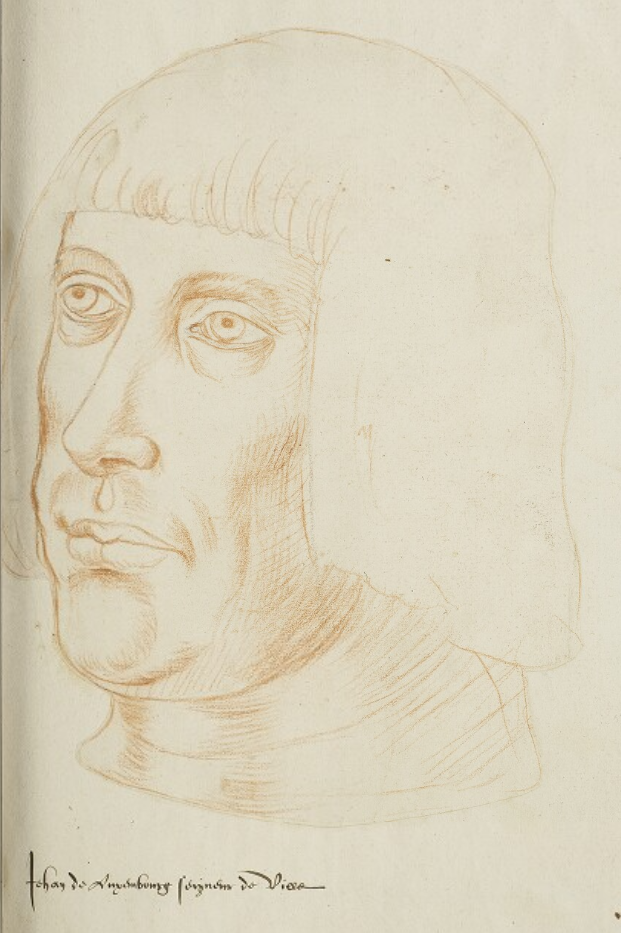
Portrait de Jean de Luxembourg dans le Recueil.

Il apparaît dans un tableau du XVIe siècle.

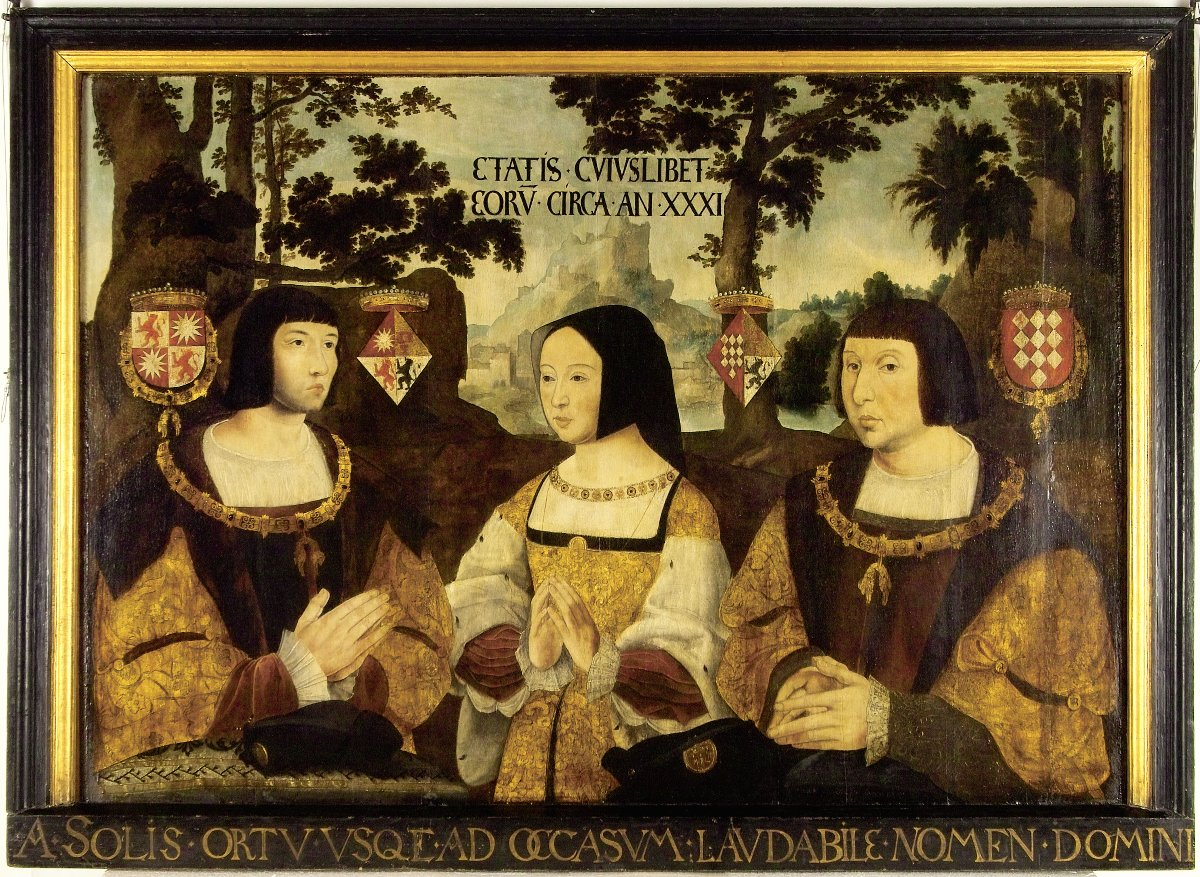
Jean de Luxembourg dans un tableau destiné à Elisabeth de Culemborg.

## Armoiries
Il porte les armes des Luxembourg et des Baux.
| Figure | Blasonnement |
|        | Ecartelé, d'argent au lion de gueules armé, lampassé et couronné d'or, la queue fourchée passée en sautoir, et de gueules à l'étoile d'argent à seize rais. |